# Oedipus Rex

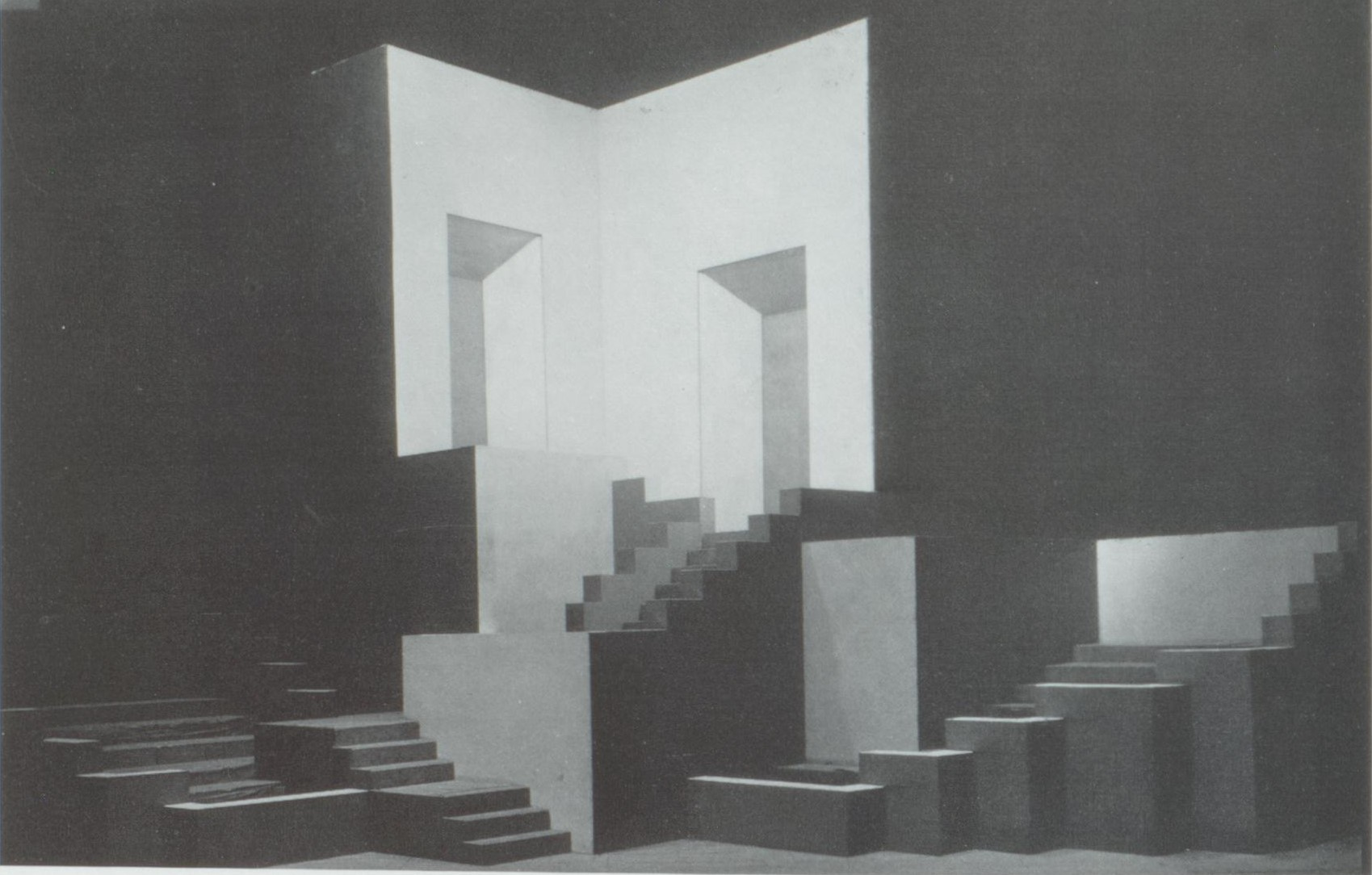
Bühnenbild von Ewald Dülberg in der Krolloper (1928)

Oedipus Rex ist ein Opern-Oratorium in zwei Akten von Igor Strawinsky. Der Text geht auf die Tragödie Oidipus tyrannos von Sophokles zurück und wurde vom Komponisten gemeinsam mit dem französischen Dichter Jean Cocteau geschrieben. Die lateinischen Übersetzungen stammen von Jean Daniélou. Die konzertante Uraufführung fand am 30. Mai 1927 im Théâtre Sarah Bernhardt in Paris statt. Szenisch wurde das Werk erstmals am 23. Februar 1928 in der Wiener Staatsoper aufgeführt.

## Handlung

### Erster Akt
Weil Oedipus die Stadt von der Sphinx befreit hat, wird er von den Thebanern zum König gewählt. Um Rettung vor der in der Stadt wütenden Pest zu finden, schickt Oedipus seinen Schwager Kreon aus, das Orakel von Delphi zu befragen. Der Spruch, den er zurückbringt, lautet, dass die Seuche verschwinden werde, wenn der Mord an Oedipus' Vorgänger Laios gerächt sei. Bei der Suche nach dem Mörder soll der Seher Teiresias weiterhelfen, doch der hüllt sich in Schweigen.

### Zweiter Akt
Iokaste enthüllt das Geheimnis um den Mörder: Es soll der gemeinsame Sohn von ihr und Laios selbst gewesen sein. Aus ihrer Erzählung erkennt Oedipus, dass er selbst der gesuchte Sohn und Vatermörder ist. Als die Botschaft vom Tode des Polybos, Oedipus' Ziehvater, eintrifft, wird offenkundig, dass Oedipus nicht dessen leiblicher Sohn ist. Nachdem sich seine Mutter und Gattin selbst das Leben genommen hat, zieht auch er die Konsequenzen: Er blendet sich und verlässt Theben als Bettler.

## Gestaltung
Die zweiaktige Oper besteht aus einer Folge von Arien, Duetten und Chornummern. Die Texte dafür sind in lateinischer Sprache verfasst. Die einzelnen Nummern sind durch erklärende Texte verbunden, die von einem Sprecher in der Landessprache vorgetragen werden.
Die lateinische Sprache wurde von Strawinsky gewählt, um dem Stück einen mythischen, beschwörenden Charakter zu geben. Die Musik ist einfach und klar strukturiert. Im Mittelpunkt stehen vor allem rhythmische Stereotype. Harmonisch versucht sie, einen Bogen von der Klassik zum modernen Jazz zu schlagen.
Die Orchesterbesetzung der Oper enthält die folgenden Instrumente:
- Holzbläser: drei Flöten (3. auch Piccolo), Oboen, Englischhorn, drei Klarinetten (3. auch kleine Klarinette in Es), zwei Fagotte, Kontrafagott
- Blechbläser: vier Hörner, vier Trompeten, drei Posaunen, Tuba
- Pauken, Schlagzeug: Große Trommel, Becken, Kleine Trommel, Tamburin
- Harfe
- Klavier
- Streicher

## Werkgeschichte
Ab etwa 1920 beschäftigt sich Strawinsky mit dem Gedanken, ein großes dramatisches Werk zu schreiben. Nachdem er 1922 Cocteaus Antigone-Fassung gesehen hatte, entschloss er sich, ebenfalls einen antiken Stoff mit Hilfe des Dichters zu verarbeiten. Ab September 1925 arbeitete er an Oedipus Rex.
Die (konzertante) Uraufführung erfolgte anlässlich des 20-jährigen Bühnenjubiläums des Impresarios Sergei Diaghilev. Die Sänger trugen dabei Masken und konnten nur die Köpfe und die Arme bewegen, auch vom Männerchor waren nur die Köpfe sichtbar.
Die Inszenierung der szenischen Uraufführung 1928 in Wien stammte von Lothar Wallerstein. Es dirigierte Franz Schalk.
Es folgten weitere vielbeachtete Aufführungen, von denen die wichtigsten sind:
- 1928: Kroll-Oper, Berlin, Dir: Otto Klemperer
- 1929: Staatsoper, Dresden, Dir: Igor Strawinsky, konzertante Aufführung am 1. Februar 1929
- 1952: Paris, Inszenierung und Sprecher: Jean Cocteau
- 1994: Salzburger Festspiele, Inszenierung: Peter Sellars, mit Jessye Norman als Iokaste, Dir. Kent Nagano
- 1996: Paris, Inszenierung: Robert Wilson

Die Oper gilt als beispielgebend und beeinflusste zahlreiche Komponisten, zum Beispiel Paul Hindemith, Carl Orff oder Arthur Honegger. Einen Einblick in das Werk bietet Leonard Bernsteins Analyse aus dem Jahr 1973 anlässlich seiner sechsteiligen Vortragsreihe im Rahmen der Charles Eliot Norton Lectures an der Harvard University. Unter dem Titel The Unanswered Question bezeichnete er Oedipus Rex als das „furchteinflößendste Produkt“ („the most awesome product“) von Strawinskys neoklassizistischer Periode.